# 短柄椅杨
短柄椅杨（学名：Populus wilsonii f. brevipetiolata）为杨柳科杨属椅杨下的一个变型。

## 扩展阅读
- 維基物種上的相關：短柄椅杨